# Степовий говір

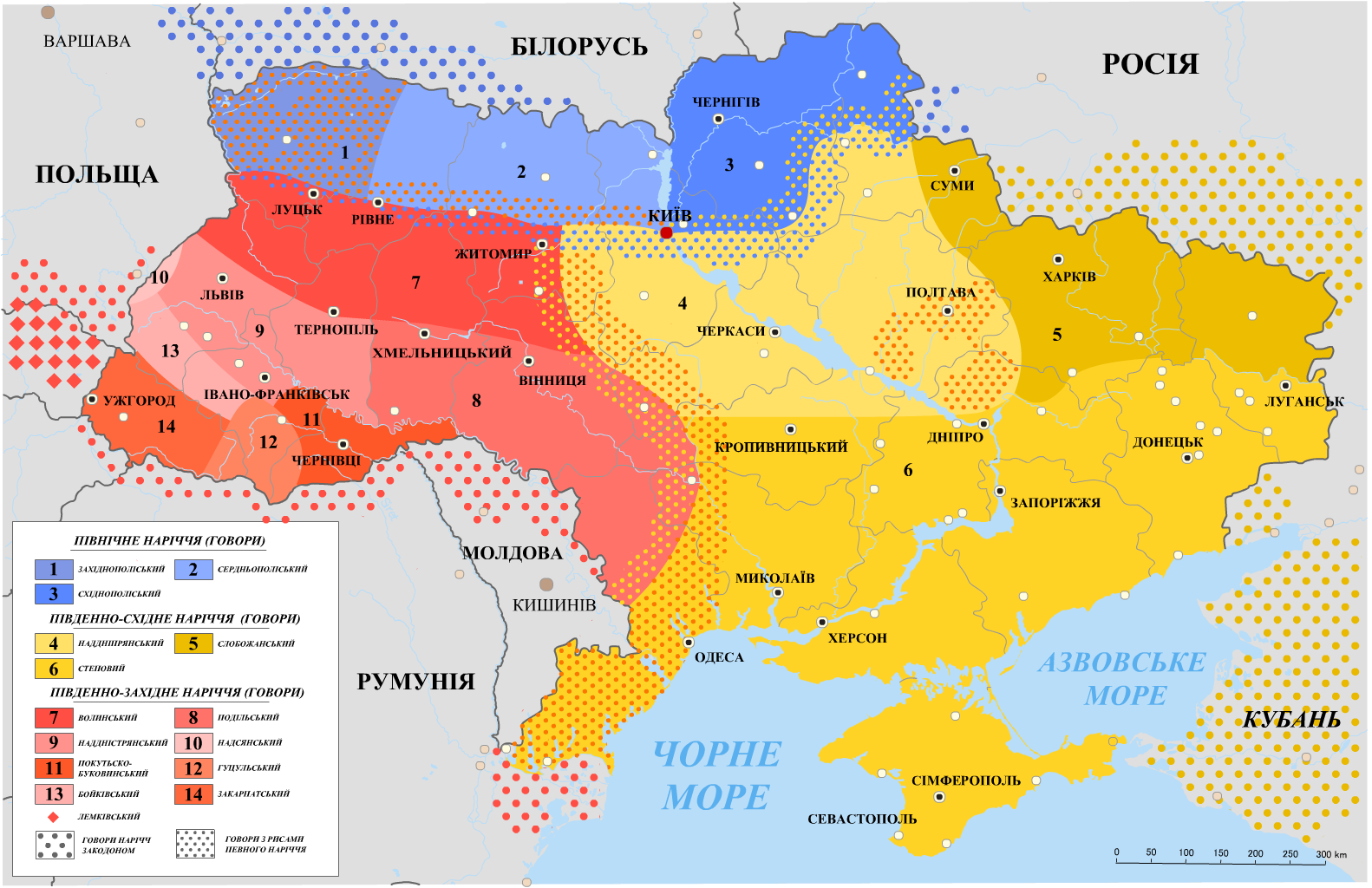
Карта українських наріч і говорів (2005).
Степовий говір (6)

Степови́й го́вір украї́нської мо́ви — один із новожитніх говорів, що разом з черкасько-полтавськими (середньонаддніпрянськими) й слобожанськими говірками утворює південно-східне наріччя, найпізніший за часом формування, найбільший за територією поширення.
Охоплює південні райони Кіровоградської, Дніпропетровської, Луганської областей, Крим; окремі райони (крім північно-західних) Миколаївської і Одеської областей, Запорізької, Донецької, Херсонської області України, Краснодарського краю і західних районів Ростовської області Росії; окремі говірки у південно-східній частині Румунії (дельта Дунаю). Межує на півночі з середньонаддніпрянським говором, на північному сході — із слобожанським говором, на південному заході — з румунськими і молдовськими говірками, на північному заході — з подільськими говірками, на сході — з російськими говірками.
Степовий говір активно формувався у XVII—XIX ст. на середньонаддніпрянській і слобожанській діалектичній основі, з украпленнями говірок північного і південно-західного типів. У різний час зазнав впливу російських, болгарських, молдавських, частково — сербських, грецьких, німецьких говірок.

## Ареал і межі
У межах степового говору невиразно виділяються групи говірок:
- західну: (південно-басарабську з власне — степовим — між Дністром і Бугом) з помітнішими подільсько-волинськими рисами,
- центральну (дніпропетровсько-запорізьку)
- східну (донецьку).

## Фонетика
1) наголошений вокалізм шестифонемний:
і                                   у;
   и
         е             о
                а
ненаголошений вокалізм п'ятифонемний, варіативний, може мати такі типові структури:
і                           у,          і                                у;
    ие(еи)      о                        ие(еи)        oy
            а                                          а
2) помірне укання — переважно перед складом з наголошеними í, ý у більшості говірок (тоубí, зоузýл'а); як зворотне до укання гіперичне окання (очи́теил’);
3) спорадично обнижеш вимова «і» різного походження як «и» (рил’á, фигýра);
4) регулярний розвиток «ę» як «а», зрідка — як «е», «и», «і» (колóд'ез’, дéв'іт’);
5) неоднаковий розвиток «ě» — переважно як «і», зрідка — як «и», «е», «о», «у» (ди́рка, ц'ул'увáти);
6) відносно рідке вживання протетичних приголосних (вýлиц'а, йіржáти, але óстрий, ýса);
7) пом'якшена вимова "ч’ " (курч’á, ч'ужи́й);
8) зміна функц. навантаження окр. фонем: "р’ " — у наддніпр. говірках (р'ама), «р» — у західностепових (зорá, гарáчий); 
9) пом'якшена вимова "р" на кінці слів ( лі́кар', во́лодар' );
10) окремих говірках вживання «ф» зам. «хв» (фали́ти, фіст) і «x» зам. «ф» (хунт);
11) неоднаковий розвиток сполуки губний приголосний +j (здорóвл'а, здорóвйа);
12) відсутність в окр. словоформах чергування задньоязикових приголосних г, к, x з шиплячими і свистячими приголосними (на дорóг’í, рук’í);
13) перед глухими і в кінці слова дзвінкі приголосні оглушуються (т’áшко, міх ‘міг’);
14) заступлення "т’ " на "к’ " в окремих словах (к’íсно, к’íсто).
Наголос у степового говору динамічний; особливістю захід. говірок є збереження півд.-зах. типу наголошування займенників (мóго, твóго); в окремих говірках зміна наголосу лексикалізована (полоўни́к, сорокови́й, уз’áли та ін.).

## Морфологія
1) при збереженні протиставлення твердого й м'якого різновидів відмінювання іменників виразний уплив твердого різновиду на м'який і мішаний (дав. в. — з’áт'ові, товáришові, ор. в. ковал’óм, пáл'ц'ом); 
2) у частині говірок спостерігається розподіл уживання паралельних закінчень род. в. одн. іменників І відміни: під наголосом -и (гори́, нори́), не під наголосом -і (хáт'і, хмáр'і);
3) зрідка у говірках зберігаються давні закінчення род. в. одн. іменників III відміни -и (рáдости, сóли);
4) в ор. в. одн. іменники І відміни можуть мати паралельні закінчення -ойу, -ейу, -ой, -ей (земл’óйу, душóй);
5) помітний вплив закінчень іменників ч. р. на іменники ж. і с. р. у род. в. одн. (хат’íў, ноч’íў, озéр'іў, тел'ат'іў);
6) паралельні закінчення широко відомі в іменниках колишніх t-основ: у род. в. -ати, -ат'і, -а (тел’áти, тел’áт'і, тел'а), дав. в. -у, -ату, -атов'і, ор. в. -ам, -ом, -атом;
7) паралельні закінчення властиві ор. в. множинних іменників (сáн'ми — сáнами, гóн'ми — гóнами);
8) у ряді говірок збереглися форми двоїни іменників ж. р. при числівниках два, три, чоти́ри (три йам'і, ч'оти́р'і корзйн'і);
9) відсутність у формах непрямих відмінків особових займенників приставного «н» (кóло йéйі, на йóму);
10) у наддніпр. говірках поширені нестягнені форми займенників — мойóго, свойóго;
11) при дієвідмінюванні виразна тенденція збереження структури основи — кінцеві приголосні д, т, з, с у 1-й ос. одн. теп. ч. переважно не чергуються (крут’ý, вóз'у);
12) можливе паралельне закінчення 3-ї ос. одн. теп. ч. — зрідка з кінцевим "т’ " (рóбит’, хóдит’), але переважно без кінцевого "т’ " (рóбе, нóсе).
13) можливе використання деяких дієслів 3-ї ос. множ. без кінцевого "т’ " (біжá, сид’á, стойá).

## Синтаксис
1) вираження іменної частини складеного присудка у формі наз. в. (він був хаз’áйін);
2) широке використання прислівника де у ролі обставини місця дії замість куди (де йдеш?);
3) переважання безприйменникових конструкцій ор. місця над прийменниковими по + ім. у місц. в. (йíхати степом, пливти́ водóйу);
4) приєднання підряд. означальних речень до головного сполучними словами шо, котрий, де.

## Лексика

### Запозичення
Запозичення мають здебільшого вузьколокальний характер, часто зумовлені міжмовними контактами різного часу, наприклад:
- бакáй — ‘вибоїна, яма’,
- каби́ця — ‘пічка у дворі’,
- кирд — ‘велика отара овець’,
- ґард — ‘споруда на річці для лову риби’,
- киргáн — ‘лодник на березі річки, озера для зберігання риби’,
- вáда — ‘рівчак для поливання городини’ та ін. У лексиці є чимало русизмів, а також, тюркізмів, болгаризмів, запозичень з роман. мов.

## Історія виділення і дослідження
Степовий говір досліджували С. Габ, О. Горбач, П. Гриценко, Й. Дзендзелівський, В. Дроздовський, Т. Заворотна, О. Миртов, А. Москаленко, А. Мукан, Я. Нагін, В. Негрескул, Г. Пелих, Т. Поляруш, А. Поповський, І. Приймак, С. Самійленко, Т. Сікиринський, З. Сікорська, Л. Терешко, В. Чабаненко, Б. Шарпило, Т. Шевченко, M. Шумко, Б. Юрковський та ін.
У дослідженні степового говору можна назвати два етапи. На початковому (XIX ст. — 1930-ті роки) мовознавцями було виділено степовий говір з-поміж інших говорів південно-східного наріччя та закладено основу для його подальшого вивчення. Окремі згадки про степові говірки зустрічаємо в працях М. О. Максимовича, Ф. М. Піскунова. Всі попередні матеріали та ряд відомих фактів допомогли К. П. Михальчуку виокремити «степове піднаріччя».
У післявоєнний період (з кінця 1940-х років) відбулося цілеспрямоване вивчення степових говорів України. Одним із перших комплексних досліджень стала дисертація Й. О. Дзендзелівського «Українські говори Нижнього Подністров'я» (1951), у якій подано опис фонетики, словотвору, словозміни та синтаксису. У вивченні наступної групи говірок значний внесок було зроблено В. П. Дроздовським, зокрема працею «Українські говірки Бессарабського Примор'я» (1962). Ученим доведено, що послідовні місцеві діалектні особливості характерні, в основному, для звукової системи і морфологічної будови.

## Степовий говір у художній літературі
Елементи степового говору використовували І. Тобілевич, В. Винниченко, Ю. Яновський й ін.